# Азартные игры в Калифорнии

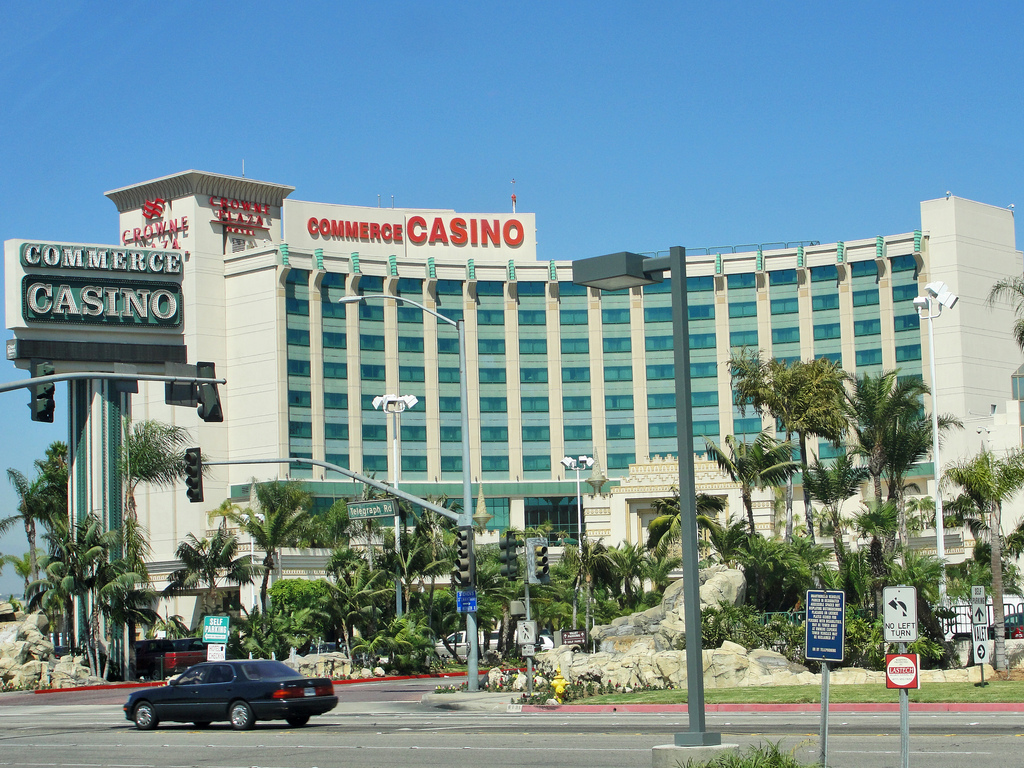
Казино «Commerce» в Лос-Анджелесе

Азартные игры в Калифорнии (англ. Gambling in California) — часть игровой индустрии США, включающая карточные залы, индейские казино, государственную лотерею штата Калифорния, тотализаторы на скачках и благотворительные игры.

## История азартных игр в Калифорнии
История азартных игр в Калифорнии тесно связана с духом фронтира. В середине XIX века шла вторая волна экспансии на Дикий Запад. Золотая лихорадка и бум в горных разработках в целом усилили движение на запад. Людей манили обещания легкого обогащения, работа старателя была сама по себе азартной игрой. Вместе с золотой лихорадкой в Калифорнии начался бум гэмблинга.

### Вторая волна
Статус игорной столицы перешел от Нового Орлеана к Сан-Франциско. Люди играли в таких масштабах, что аренда одного тента, под которым играли в азартные игры, размером 15 на 25 футов, стоила в год 40 000 долларов. Пик игорной индустрии в Калифорнии длился во время так называемой второй волны гэмблинга в США, с 1849 до 1855 года. Играли везде — в мексиканских городишках, горных поселках и в растущих городах. Особенно много играли в старательских лагерях. В те времена патронами казино могли быть и женщины, и чернокожие, и китайцы.
Во второй половине XIX века общественное мнение переменилось. Как и все остальные штаты, населению хотелось приличного и достойного образа жизни. Игорный бизнес начали запрещать. Игроков начали ассоциировать с муниципальной коррупцией, их обвиняли в наступлении экономической депрессии. В 1856 году в Сан-Франциско линчевали профессиональных игроков — хотя не из-за игры, а в рамках борьбы за контроль над городом. Они поддерживали одну из политических фракций и в силу численности и определённых связей были довольно влиятельной силой.
Поначалу федеральные законы были довольно слабыми и производили мало эффекта. Власти запрещали конкретные игры, а игровые заведения тут же придумывали новые их варианты, юридически разрешенные. Кроме того, наказания были слишком мягкими. С течением времени законы становились жестче. В 1860 году в Калифорнии запретили все игры с банком. Поначалу власти целились в тех, кто организовывал казино. Но в 1885 году стали наказывать и игроков. В 1891 наказания стали одинаковыми и для игроков, и для владельцев казино. При этом в 1895 году в Сан-Франциско изобрели первый игровой автомат. Его запретили законодательно только в 1911 году. Побочным эффектом запрета игр стал расцвет китайских игорных заведений, которые обслуживали только китайцев. При этом они организовывали обширные лотереи, доступные для всех. Неудивительно, что в те годы в Калифорнии были сильно настроены против этой нации, и ужесточенное соблюдение антиигорных законов стало одним из методов их дискриминации.

### Третья волна
Затем в 1930-е годы началась Великая Депрессия, которая заставила власти изменить мнение и начать зарабатывать на азартных играх. В 1933 году Калифорния наряду с другими штатами легализовала тотализаторы на скачках. Благодаря новым законам и автоматизированным системам тотализаторы стали намного честнее, чем в XIX веке.
Вместе с этим власти усилили нажим на нелегальные заведения и мафию. В трех милях от гавани Сан-Франциско в то время стояли на якоре плавучие казино. Самым знаменитым было «Rex», которым занимался известный мафиози Энтони Корнеро. Игроков возили туда на экскурсионных лодках. Корабль мог вместить более 2000 игроков. Его штат состоял из 350 человек, включая официантов, шеф-поваров, оркестр и отряд боевиков. В сороковых годах после упорной борьбы с мафией власти все-таки прикрыли «Rex» и другие казино. Именно связь казино и мафии стала одним из факторов полного запрета азартных игр. В 1950 году жители Калифорнии проголосовали против легализации игорных заведений. Запрет продлился до 1984 года.

## Современное законодательное регулирование
Первая попытка легализации и законодательного регулирования игр в Калифорнии состоялась в 1984 году, когда власти штата выпустили Акт по регистрации игр (Gaming Registration Act), который обязывал прокуратуру штата обеспечивать минимальную регуляцию калифорнийских карточных комнат. В 1997 вышел Акт по контролю гэмблинга (Gambling Control Act), который регулировал игорный бизнес уже плотнее.
В 2000 году калифорнийцы проголосовали за разрешение на территориях индейцев 3-го класса азартных игр, то есть — в форме казино. С тех пор индейцы имеют право контролировать игорные заведения в соответствии с договорами, заключенными со штатом. Племя и штат разделяют ответственность за то, чтобы казино были свободны от преступности и других нежелательных элементов. Индейцы отвечают за непосредственное функционирование казино на месте, а власти штата следят за общим правопорядком во всех аспектах азартных игр.
Акт от 2008 года создал общефедеральную систему регуляции игорного бизнеса, в которой участвуют два административных органа:
- отдел по контролю над азартными играми в составе прокуратуры штата (Division of Gambling Control within the Attorney General's Office)
- Комиссия по контролю над азартными играми, назначаемая губернатором и состоящая из пяти человек (California Gambling Control Commission).

На момент 2016 года в игорном бизнесе штата занято более 20 000 работников, и доходы в бюджет составляют более ста миллионов долларов.

### Возрастной ценз
Вход на территорию казино разрешен только по достижении 21 года. Такой же возрастной ценз установлен для любых занятий в сфере игорного бизнеса. Нарушение этого положения расценивается, как уголовный проступок — из категории наименее тяжких преступлений, близких к административным правонарушениям.

## Виды казино и азартных игр в Калифорнии
В Калифорнии разрешены определённые типы организации азартных игр:
- Индейские казино — казино в стиле Лас-Вегаса. Обычно термин относится к заведениям, в котором играют в игры с банком (покер и блэкджек), бинго и слот-машины. Такие казино располагаются на территориях индейских резерваций. Все другие типы казино в Калифорнии запрещены.
- Карточные клубы — отличаются от казино, организованных по типу лас-вегасских, хотя часто называют себя именно «казино». Они зарабатывают на плате за право играть. Соответственно, в карточных клубах игроки сражаются друг с другом, а не с заведением.
- Тотализаторы на скачках — форма гэмблинга, где ставки собираются в общий банк. Игроки соперничают друг с другом, а не с игорным домом. Затем призовой фонд после вычета налогов и различных менеджерских процентов делится между победителями. В Калифорнии разрешены тотализаторы только на лошадиных скачках.
- Благотворительные игры — выручка от них идет на различные благотворительные цели. В этом виде игр разрешено только бинго.
- Государственная лотерея — штат проводит собственную Калифорнийскую лотерею и обеспечивает проведение игр типа Mega Millions и SuperLotto Plus.

В Калифорнии запрещены следующие игры: фараон, монте, рулетка, ландскнехт, красное и чёрное, рондо, тан, фан-тан, семь с половиной, двадцать одно и хоки-поки.